# Шапка (разъезд)
Шапка — разъезд в Сретенском районе Забайкальского края России в составе сельского поселения «Верхне-Куэнгинское».

## География
Населённый пункт находится в западной части района, примерно в 40 км к западу от города Сретенска.
Климат
Климат характеризуется как резко континентальный с продолжительной холодной малоснежной зимой и коротким тёплым летом. Среднегодовая температура воздуха составляет −5,3 — +3 °С. Средняя многолетняя температура самого холодного месяца (января) составляет −28 — −24 °С (абсолютный минимум — −55 °С), температура самого тёплого (июля) — 16 — 19 °С (абсолютный максимум — 40 °С). Безморозный период длится в течение 80 — 100 дней. Среднегодовое количество осадков — 350—400 мм.
Часовой пояс
Разъезд Шапка находится в часовой зоне МСК+6. Смещение применяемого времени относительно UTC составляет +9:00.

## История
Официальная дата основания 1910 год.

## Население
| 2010 | 2021 |
| ---- | ---- |
| 19   | ↘12  |

Постоянное население составляло 22 человек в 2002 году (русские 100 %).